# NERU
有限会社NERU（英文社名；NERU INC.）は、東京都中央区に本社を置く日本のアクセサリーブランド運営会社、芸能プロダクション。恵比寿支社は、東京都渋谷区広尾1-9-16 広尾宮田ビル2Fに所在。

## 沿革・概要
- 2004年7月 - レディースアクセサリーブランド『Affection』の運営を主たる事業として、東京都世田谷区池尻3-4-12-202に設立。代表は元パイレーツの浅田好未[1]。
- 2007年3月 - 関連会社として「株式会社アクセントプロモーション」（芸能プロダクション事業）を設立[1]。
- 2007年9月 - アクセントプロモーションを吸収合併し、有限会社NERU内に「アフェクション事業部」および「アクセントプロ事業部」を設置[2]。本社を東京都中央区銀座1-8-21 第21中央ビル9Fに移転[3]。
- 2008年10月 - 支社を東京都港区赤坂6-4-19 赤坂サントミビル4Fに設立（赤坂支社）。
- 2009年1月 - 支社を東京都港区西麻布1-10-14 アビターレ霞町B1Fに移転（西麻布支社）。
- 2010年1月 - 支社を東京都渋谷区広尾1-9-16 広尾宮田ビル2Fに移転（恵比寿支社）。

## 所属タレント
※2012年6月現在
- 浅田好未

## かつて所属していたタレント
- 雨宮奈生
- 杏（あんず）
- 大塚良子
- 川村ひかる
- 木村美保
- 来栖あつこ
- 佐咲愛
- 谷嵜なおき
- 鳥海伯彗
- 七星結女
- 西田悠子
- 松金洋子
- 彌奈